# Margrit Sprecher

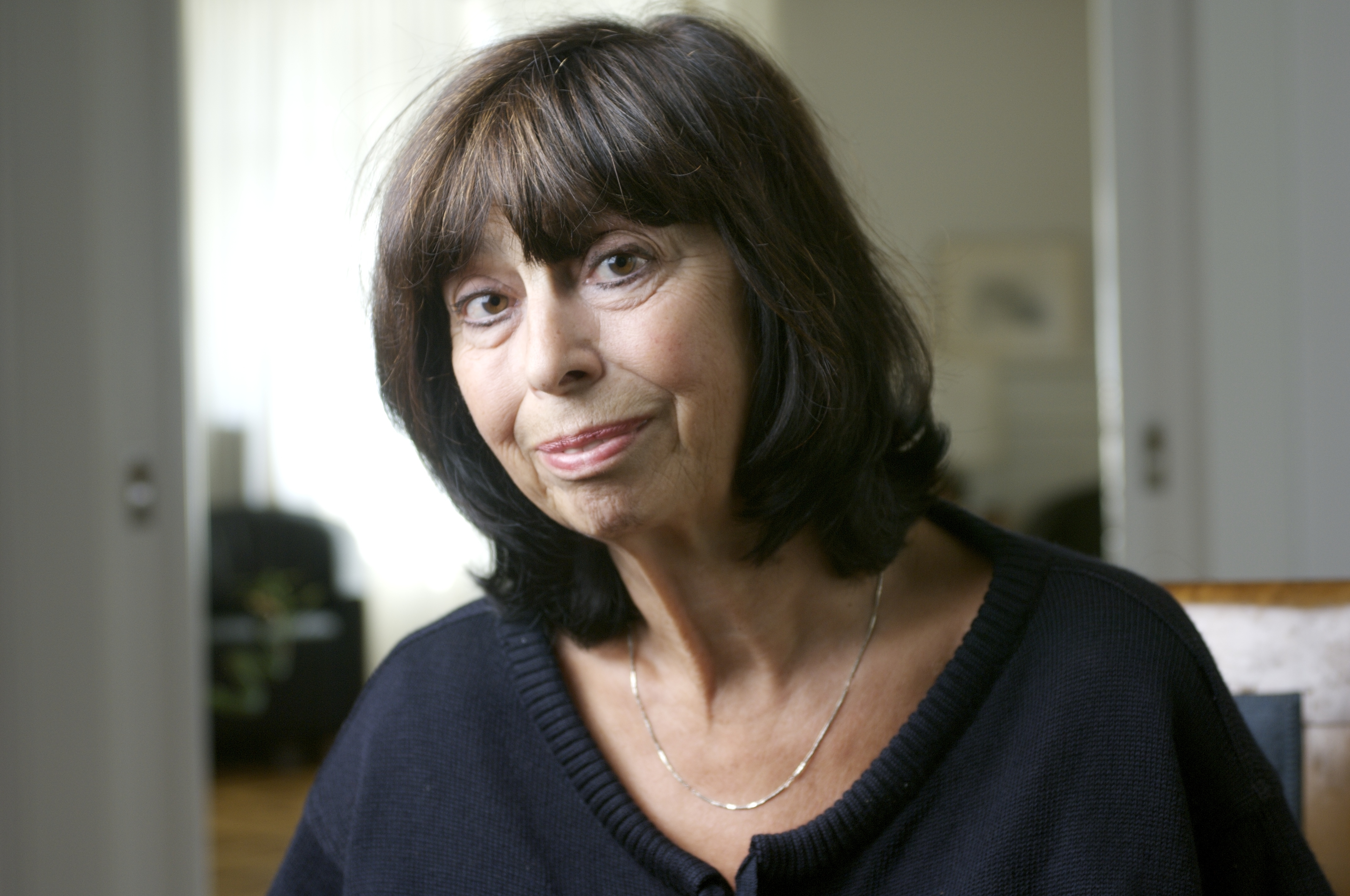
Margrit Sprecher (2007)

Margrit Sprecher (* 1936 in Chur) ist eine Schweizer Journalistin, Reporterin und Autorin.

## Leben
Margrit Sprecher wurde 1936 in Chur geboren und wuchs dort auf. Nach Abschluss der Schule machte sie eine Ausbildung zur Dolmetscherin. Ihre erste journalistische Station war die Frauenzeitschrift Elle, bei der sie 15 Jahre blieb. Nach einer Zwischenstation beim damaligen Jean Frey-Verlag, für den sie beim Züri Leu (später Züri-Woche) schrieb, wechselte sie 1983 zur Weltwoche.
Sprecher wurde Weltwoche-Redaktorin mit dem Auftrag, ein Frauen-Ressort aufzubauen, welches heute das Ressort Gesellschaft ist. Sie wurde vor allem durch ihre Gerichts- und Sozialreportagen bekannt und blieb bis zu ihrer Pensionierung im Jahr 2003 bei der Weltwoche.
Seitdem arbeitet Margrit Sprecher als freie Journalistin für die NZZ, Das Magazin, Weltwoche, das Magazin Reportagen und GEO. Sie ist Mitherausgeberin der Fachzeitschrift Schweizer Journalist:in, arbeitet in der Journalistenausbildung und ist Jurymitglied für journalistische Preise. Sie ist verwitwet und lebt in Zürich.

## Dokumentationen
- Marina Rumjanzewa: Die Reporterin – Margrit Sprecher wird 80. In: SRF 1 vom 22. Mai 2016.

## Werke
- Irrland. Reportagen, Dörlemann Verlag, Zürich 2020. ISBN 978-3-038200-76-5.
- Unsere Kampf-Piloten. Mit Fotografien von Fabian Biasio. Echtzeit Verlag, Basel 2014, ISBN 978-3-905800-89-0
- Das Andere Radio DRS 2, zusammen mit Fotografin Lucia Degonda. Verlag NZZ Libro, Zürich 2008, ISBN 978-3-03823-454-8.
- Die Mitte des Volkes – Expeditionen ins Innere der SVP, zusammen mit Fotograf Fabian Biasio. Verlag Edition Patrick Frey, Zürich 2007, ISBN 3-905509-65-2.
- Sich aus der Flut des Gewöhnlichen herausheben – die Kunst der großen Reportage, zusammen mit Kai Hermann, Picus-Verlag, Wien 2001, ISBN 3-85452-753-5.
- Ungebetene Besuche – Porträts und Reportagen. Suhrkamp, Frankfurt am Main 2000, ISBN 3-518-39523-8.
- Leben und Sterben im Todestrakt. Haffmans-Sachbuch-Verlag, Zürich 1999, ISBN 3-453-18847-0.
- Bündner – Menschen und Momente. Verlag Terra Grischuna, Chur 1987, ISBN 3-908133-36-X.
- Gerichtsreportagen aus der Schweiz. Ammann Verlag, Zürich 1984, ISBN 3-250-10019-6.
- Ferner Osten zusammen mit Charlotte Peter (Reihe Richtig reisen). Dumont Verlag, Köln 1974, ISBN 3-7701-0736-5.

Herausgeber
- Margrit Sprecher, Daniel Puntas Bernet (Hrsg.): Wellen schlagen : die Geschichte danach - Reporter erzählen, Stämpfli Verlag, Bern 2019, ISBN 978-3-7272-6037-7.

## Auszeichnungen
- 1985: Zürcher Journalistenpreis[1]
- 1985: Joseph-Roth-Preis
- 1992: Egon-Erwin-Kisch-Preis für die Reportage Wie eine Kampfsau, schwarz im Gesicht, erschienen in der Weltwoche[2]
- 2003: Preis des Zürcher Pressevereins für ihr Gesamtwerk
- 2004: Anerkennungspreis des Kantons Graubünden[3]
- 2008: Bündner Literaturpreis
- 2016: Graffenried Lifetime Achievement Award für ihr Lebenswerk
- 2020: Anerkennungspreis – Kulturpreis der Stadt Chur